# Synnøve Solemdal
Synnøve Solemdal, född den 15 maj 1989, är en norsk skidskytt som tog sin första individuella världscupseger i jaktstarten i österrikiska Hochfilzen den 8 december 2012.
På mixstafetten under VM 2012 tog Solemdal ett guld, tillsammans med Tora Berger, Ole Einar Bjørndalen och Emil Hegle Svendsen. Även på mixstafetten under VM 2013 tog Solemdal guld liksom senare i damernas stafett, vid samma mästerskap.
Solemdal har två världscupsegrar hittills i karriären. Den senaste kom den 8 december 2013. Hon har också en tredjeplats från tyska Oberhof den 4 januari 2014. Hon fortsatte att visa god form även dagen efter när hon kom tvåa i masstarten, efter landsmaninnan Tora Berger.
I Östersund 2017 kom hon 2:a i Distansen 2 sekunder efter Darja Dobraseva.

## Världscupsegrar (2)

### Individuellt
| Datum           | Plats      | Land      | Disciplin |
| --------------- | ---------- | --------- | --------- |
| 8 december 2012 | Hochfilzen | Österrike | Jaktstart |
| 8 december 2013 | Hochfilzen | Österrike | Jaktstart |